# 탈와르급 구축함
탈와르급 구축함은  인도 해군의 구축함이다. 탈와르급은 6척을 계획됐으며, 6척을 건조됐고, 6척을 운용중이다.

## 동급 함정
| 함번 | 함명     | 진수식           | 취역식          | 퇴역 | 기항   |
| ---- | -------- | ---------------- | --------------- | ---- | ------ |
| F-40 | 탈와르   | 2000년 5월 12일  | 2003년 6월 18일 |      | 뭄바이 |
| F-43 | 트리셜   | 2000년 11월 24일 | 2003년 6월 25일 |      | 뭄바이 |
| F-44 | 타바르   | 2010년 4월 1일   | 2015년 9월 30일 |      | 뭄바이 |
| F-45 | 테그     | 2000년 5월 25일  | 2004년 4월 19일 |      | 뭄바이 |
| F-50 | 타르카쉬 | 2009년 11월 27일 | 2012년 4월 27일 |      | 뭄바이 |
| F-51 | 트리칸드 | 2011년 5월 25일  | 2013년 6월 29일 |      | 뭄바이 |

## 역사
탈와르급 구축함은 인도 해군이 보유한 구축함이다.

## 시발릭급의 탐지장비 MR-760 FREGAT-M2EM
- 종류 : 펄스 도플러 3차원 대공 레이다
- 레이다 탐지거리 : 300km
- 레이다 탐지고도 : 30km
- 밴드 : E 밴드
- 제조국 :  러시아
- 무게 : 2.5톤
- 최대 출력 : 90 kW

### 레이다 탐지거리
- 고고도 전투기 목표물 : 230km
- 스텔스 전투기 목표물 : 130km
- 저고도 순항미사일 : 50km